# Verruga plantar
Las verrugas plantares (en latín: verruca plantaris; VP) son verrugas causadas por el virus del papiloma humano (VPH). Una vez en el interior del cuerpo humano, tiene un periodo de incubación de 2 a 20 meses que no dará ninguna sintomatología hasta que se produzcan las mejores condiciones para prosperar. Se manifiesta con lesiones pequeñas que aparecen en la planta del pie que tienen la apariencia de una coliflor. Este se aloja en las dos primeras capas de la piel (epidermis y dermis), pero nunca llega a capas más profundas, también pueden presentar pequeñas manchas negras en su superficie que al deslaminar produce un sangrado. Debido a la presión que ejerce el cuerpo sobre las plantas de los pies, puede formarse un endurecimiento de la piel encima de la verruga. Las verrugas pueden ser dolorosas o no, según su tamaño, tiempo de evolución, localización y subtipo de virus del papiloma humano. Esta clase de verrugas suele crecer hacia adentro del pie. Poseen unas raíces que a medida que más tiempo pasan, más se implantan en la piel, y más dolor causa, por eso es importante tratarlas lo más rápido posible.
Se transmiten comúnmente en baños y piscinas públicas, al compartir zapatos, etcétera.
Hay diversas opciones para eliminar las verrugas plantares. Se pueden encontrar en las farmacias tratamientos basados en fórmulas de mediana acidez para eliminar el tejido de la verruga con varias aplicaciones, pero siempre resulta indicado acudir a un especialista (podólogo, dermatólogo, etc). Para tratar verrugas resistentes existen otras opciones, que incluyen el tratamiento por congelación (criocirugía), quemarlas por corriente eléctrica (electrocirugía), quemarlas con ácidos más fuertes, cirugía láser y extirpación quirúrgica.
Las VP se diferencian a menudo de los helomas al observar las huellas podales. Cuando se presentan verrugas plantares, las estrías rodean la lesión; cuando ésta no es por verruca pedis, el ADN celular no se altera y las estrías continúan por encima de ella.
Además, las verrugas plantares tienden a causar dolor al aplicar presión a los lados de la lesión más que directamente; los helomas tienden a hacerlo de manera opuesta y duelen al presionarlos directamente y no por las orillas.

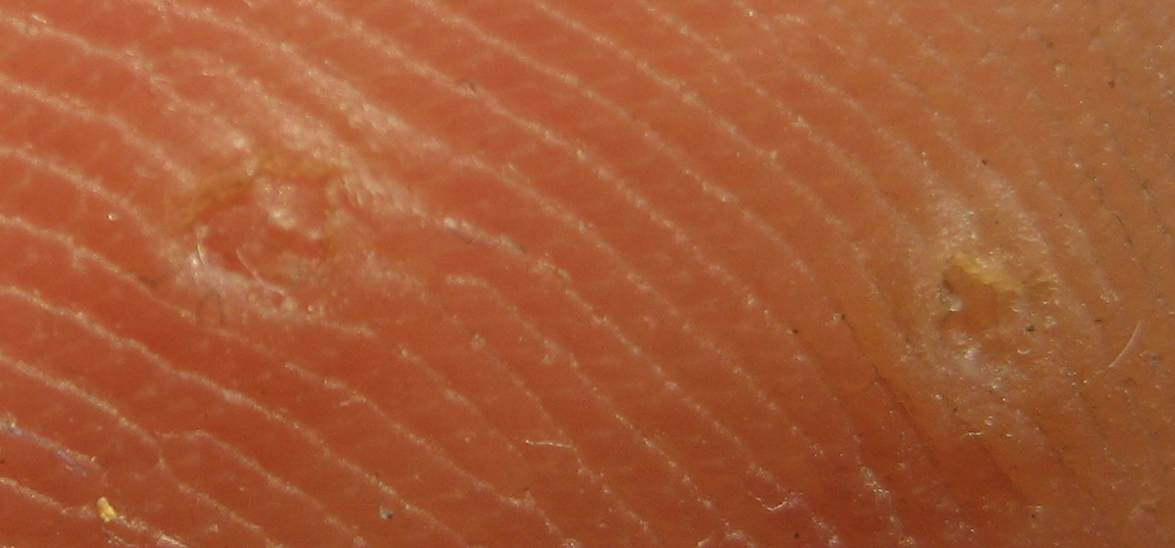
Verrugas plantares nuevas.

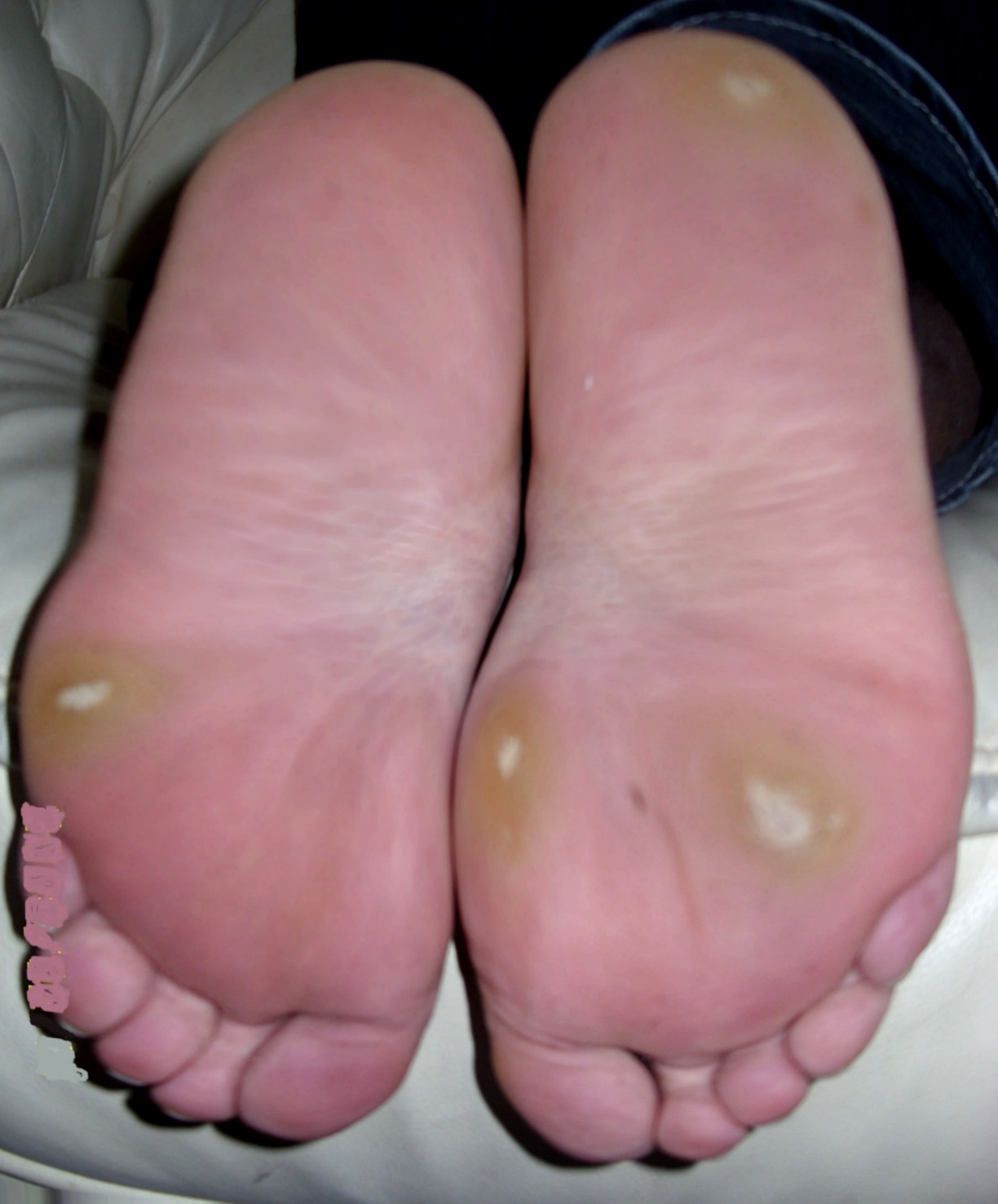
Verrugas plantares grandes y extremadamente dolorosas.